# Monoopera
Monoopera je hudební žánr – opera pro jednoho protagonistu – zpěváka sólistu.

## Historie
Vzácným příkladem v hudbě 18. století je nepříliš rozsáhlá monoopera Kapelník Domenica Cimarosy. Také v 18. století se v Evropě hrály hudebně-dramatické skladby pro jednoho (případně pro dva) herce-zpěváka, doprovázené hudbou. Ty se nazývaly melodrama (Rousseauova Pygmalión představuje lyrický monolog hlavní postavy).
Žánr monoopery se nejvíce rozvinul ve 20. století. Nejvýznamnější jsou:
- Alexandr Ivanovič Bilaš: Válečná balada, Vyznání bílého tulipánu
- Jurij Markovič Bucko: Zápisky šílence
- Viktor Petrovič Vlasov: Bílé růže
- Vitalij Sergejevič Gubarenko: Milostné dopisy (Něha)
- Faradž Kara oglu Karajev: Cesta za láskou
- Francis Poulenc: Lidský hlas
- Antonio Emmanuilovič Spadavecchia: Dopis cizinky
- Mikael Leonovič Tariverdijev: Čekání
- Grigorij Samuilovič Frid: Deník Anny Frankové, Van Goghovy dopisy
- Michail Gennadijevič Čekalin: Что такое есть По... Archivováno 19. 1. 2019 na Wayback Machine. Monoopera pro dramatickou herečku (Účinkuje zasloužilá umělkyně Ruska, Natalia Vlasovová)
- Arnold Schönberg: Čekání
- Jiří Pauer: Labutí píseň

Žánru monoopery se blíží také duoopera (Mozart a Salieri N. A. Rimského-Korsakova, Telefon aneb Láska ve třech G. C. Menottiho).